# Park Ho-san
Park Jung-hwan (hangul: 박정환; 18 de octubre de 1972), más conocido artísticamente como Park Ho-san (hangul: 박호산), es un actor de televisión, cine, teatro y musicales surcoreano.

## Biografía
Estudió en el departamento de teatro y cine de la Universidad Chung-Ang.
Está casado con Kim Dong-hwa (김동화), la pareja tiene tres hijos Park Kyeong-do (박경도), Park Joon-ho (박준호) y Park Dan-woo (박단우).

## Carrera
Es miembro de la agencia «Light House» (더프로액터스, previamente conocida como «The Pro Actors»).
En junio de 2016 se unió al elenco recurrente de la serie Wanted donde interpretó a Ham Tae-seop, el CEO del grupo SG y el hermano mayor de Ham Tae-young (Lee Jae-woo).
En enero de 2017 se unió al elenco recurrente de la serie Innocent Defendant (también conocida como Defendant), donde dio vida al fiscal Choi Dae-hong	
En noviembre del mismo año se unió al elenco de la serie Prison Playbook, donde interpretó a Kang Chul-doo (KAIST), un ingeniero sentenciado a prisión por estafa de juego.
En marzo de 2018 se unió al elenco recurrente de la serie My Mister, donde dio vida a Park Sang-hoon, el hermano mayor de Park Dong-hoon (Lee Sun-kyun), un hombre que fue despedido de su trabajo y luego dirigió dos negocios en quiebra.
En septiembre del mismo año se unió al elenco de la serie The Ghost Detective, donde interpretó a Lee Kyung-woo, un CEO y el padre de Lee Ha-eun (Shin Si-ah).
El 3 de diciembre del mismo año se unió al elenco principal de la serie Less Than Evil, donde dio vida a Jeon Choon-man, un detective líder en el área metropolitana que esconde un obscuro secreto y que siempre está en desacuerdo con el duro detective Woo Tae-suk (Shin Ha-kyun). La serie es un remake de la serie británica Luther.
En mayo del mismo año se unió al elenco recurrente de la serie Lawless Lawyer, donde interpretó a Cheon Seung-beom, un justo y decidido fiscal que ayuda a Bong Sang-pil (Lee Joon-gi) y Ha Jae-yi (Seo Yea-ji) a desentrañar la corrupción a toda costa.
En septiembre de 2019 se unió al elenco recurrente de la serie Flower Crew: Joseon Marriage Agency donde interpretó a Ma Bong-deok, el consejero en jefe del Estado y el padre de Ma Hoon (Kim Min-jae).
El 29 de abril de 2020 se unió al elenco recurrente de la serie Extracurricular donde dio vida a Oh Jung-jin, el padre de Oh Ji-soo (Kim Dong-hee).
En diciembre de 2020 se unió al elenco recurrente de la serie True Beauty donde interpretó a Lim Dae-soo, el padre de Lim Hee-kyung (Im Se-mi), Lim Joo-kyung (Moon Ga-young) y Lim Joo-young (Kim Min-ki), hasta el final de la serie el 4 de febrero de 2021.
El 2 de abril de 2021 se unió como personaje especial durante el último episodio de la segunda temporada de la serie Penthouse: War In Life 2, donde dio vida a Yoo Dong-pil, el esposo de Kang Ma-ri (Shin Eun-kyung) y padre de Yoo Je-ni (Jin Ji-hee). En junio del mismo año se unió a la serie como parte del elenco recurrente de la tercera temporada.
El 24 de octubre del mismo año se unió al elenco principal de la serie Would You Like a Cup of Coffee? (también conocida como "How About a Cup of Coffee?") donde interpreta a Park Seok.
En abril de 2022 se unió al elenco de la serie Monstrous, donde da vida a Kwon Jong-soo, el jefe del condado de Jinyang, un hombre que ha estado planeando un nuevo negocio turístico para ayudar a la ciudad a desarrollarse y florecer, pero cuyos planes cambian drásticamente cuando el desastre llega al condado. El mismo año, en junio, se anunció su participación en la serie de SBS Today's Webtoon, como Jang Man-cheol, el director del departamento editorial de la empresa Neon webtoon, un experto editor que trata de proteger su departamento.

## Filmografía

### Series de televisión
| Año     | Título                              | Personaje            | Canal        | Notas                           | Ref.          |
| ------- | ----------------------------------- | -------------------- | ------------ | ------------------------------- | ------------- |
| 2014    | Liar Game                           | Detective            |              |                                 |               |
| 2015    | Mrs. Cop                            | -                    |              |                                 |               |
| 2016    | Wanted                              | Ham Tae-seop         |              |                                 |               |
| 2017    | Innocent Defendant                  | Choi Dae-hong        |              |                                 |               |
| 2017-18 | Prison Playbook                     | Kang Chul-doo        |              |                                 |               |
| 2018    | EXIT                                | Hwang Tae-Bok        |              |                                 | [ 16 ]        |
| 2018    | Mother                              | Woon-jae             |              | Aparición especial              |               |
| 2018    | My Mister                           | Park Sang-hoon       | tvN          |                                 | [ 17 ] [ 18 ] |
| 2018    | Lawless Lawyer                      | Cheon Seung-beom     | tvN          |                                 |               |
| 2018    | The Ghost Detective                 | Lee Kyung-woo        | KBS2         |                                 |               |
| 2018    | The Guest                           | Det. Ko Bong-sang    |              |                                 | [ 19 ]        |
| 2018-19 | Less Than Evil                      | Det. Jeon Choon-man  |              | 32 episodios                    |               |
| 2019    | Flower Crew: Joseon Marriage Agency | Ma Bong-deok         |              |                                 |               |
| 2019    | Pegasus Market                      | Kwon Young-koo       |              |                                 | [ 20 ]        |
| 2019    | Catch the Ghost                     | Choi Do-cheol        |              | Aparición especial, 2 episodios |               |
| 2020    | Extracurricular                     | Oh Jung-jin          |              |                                 |               |
| 2020    | Shall We Eat Dinner Together?       | Keanu / Kim Hyun-woo |              |                                 | [ 21 ]        |
| 2020-21 | Hush                                | Uhm Sung-han         |              |                                 | [ 22 ]        |
| 2020-21 | True Beauty                         | Im Jae-pil           | tvN          |                                 | [ 23 ]        |
| 2021    | Penthouse: War In Life 2            | Yoo Dong-pil         | SBS          | Aparición especial, ep. 13      | [ 24 ] [ 25 ] |
| 2021    | Racket Boys                         | Park Sun-bae         | SBS, Netflix | Aparición especial, ep. 1       |               |
| 2021    | Penthouse: War In Life 3            | Yoo Dong-pil         | SBS          |                                 | [ 26 ]        |
| 2021    | Would You Like a Cup of Coffee?     | Park Seok            |              | 12 episodios                    | [ 27 ]        |
| 2021    | Tracer                              | Hwang Cheol-min      | MBC          |                                 |               |
| 2022    | Monstrous                           | Kwon Jong-soo        | TVING        | Serie web                       |               |
| 2022    | Today's Webtoon                     | Jang Man-cheol       | SBS          |                                 | [ 15 ]        |
| 2022    | Detrás de cada estrella             | Él mismo             | tvN, Netflix | Aparición especial              | [ 28 ]        |
| 2023    | Twinkling Watermelon                | Choi Hyun            | tvN          |                                 |               |
| 2023-24 | Maestra: Strings of Truth           | Jeon Sang-do         | tvN          |                                 | [ 29 ] [ 30 ] |
| 2023-24 | My Happy Ending                     | Nam Tae-joo          | TV Chosun    |                                 | [ 31 ]        |
| 2025    | Karma                               | Hwang Cheol-mok      | Netflix      | Serie web en seis episodios     | [ 32 ]        |

### Películas
| Año  | Título                          | Personaje                               | Notas                                                                                   | Ref.          |
| ---- | ------------------------------- | --------------------------------------- | --------------------------------------------------------------------------------------- | ------------- |
| 1999 | Story of a Man                  | Mesero                                  |                                                                                         |               |
| 1999 | Phantom, The Submarine          | No. 434                                 |                                                                                         |               |
| 2001 | Indian Summer                   | Abogado Kim                             |                                                                                         |               |
| 2001 | Wanee and Junah                 | -                                       |                                                                                         |               |
| 2004 | Woman Is the Future of Man      | -                                       |                                                                                         |               |
| 2004 | Doma Ahn Jung Geun              | Jo Do-sun                               |                                                                                         |               |
| 2014 | The King of Jokgu               | Hyung-kook                              |                                                                                         |               |
| 2015 | Space Between: Sunshowers       | -                                       |                                                                                         |               |
| 2015 | The Sound of a Flower           | Jin Yun-chung                           | Junto a Ryu Seung-ryong, Suzy, Song Sae-byeok, Kim Nam-gil, Lee Dong-hwi y Ahn Jae-hong |               |
| 2016 | No Tomorrow                     | Abogado de Debate                       |                                                                                         |               |
| 2016 | The Great Actor                 | Seung-ji                                |                                                                                         |               |
| 2016 | The Queen of Crime              | -                                       |                                                                                         |               |
| 2016 | Derailed                        | Detective Jang                          | Junto a Ma Dong seok, Choi Min-ho, Kim Jae-young y Lee You-jin                          |               |
| 2017 | Warriors of the Dawn            | King Sun-jo                             | Junto a Lee Jung-jae, Yeo Jin Goo, Kim Mu-yeol, Esom y Bae Soo-bin                      |               |
| 2017 | Heart Blackened                 | Fiscal Jefe                             | Junto a Choi Min-shik, Park Shin-hye, Ryu Jun-yeol, Lee Soo-kyung y Park Hae-joon       |               |
| 2017 | The Age of Blood                | Juez de Investigación Real              |                                                                                         |               |
| 2018 | The Princess and the Matchmaker | Do Seung-ji                             | Junto a Shim Eun-kyung, Lee Seung-gi, Yeon Woo-jin, Kang Min-hyuk y Choi Woo-shik       |               |
| 2018 | Intention                       | Narrador                                |                                                                                         |               |
| 2018 | Mr. Egotistic                   | Jae-yoon                                | Junto a Choi Yoo-ha, Jo Eun-bit y Hwang Sung-joon                                       | [ 33 ]        |
| 2019 | Beautiful Voice                 | Representante Park                      |                                                                                         |               |
| 2020 | Departure, Sun                  | Padre                                   | Junto a Hwang Bo-reum-byeol y Kim Gi-cheon - (cortometraje)                             |               |
| 2020 | Ghost Ship                      | Narrador                                |                                                                                         |               |
| 2020 | Jukdo Surfing Diary             | -                                       |                                                                                         |               |
| 2020 | The Call                        | Mr. Kim                                 |                                                                                         |               |
| 2021 | Night in Paradise               | Jae-yoon                                | Junto a Uhm Tae-goo, Jeon Yeo-been, Cha Seung-won, Lee Ki-young y Cha Soon-bae          |               |
| 2022 | Project Wolf Hunting            | Lee Seok-woo                            | Junto a Seo In-guk, Jang Dong-yoon, Choi Gwi-hwa y Jung So-min                          | [ 34 ] [ 35 ] |
| 2023 | Identidad desbloqueada          | Padre de Na-mi                          | Junto a Im Si-wan, Chun Woo-hee y Kim Hee-won                                           | [ 36 ]        |
| 2023 | Project Silence                 | Comandante del Servicio de Inteligencia | Aparición especial                                                                      |               |
| 2025 | Forbidden Fairytale             | Yoon Kwang-cheol                        |                                                                                         |               |

### Programas de variedades
| Año  | Título                                    | Función  | Episodio     | Ref.   |
| ---- | ----------------------------------------- | -------- | ------------ | ------ |
| 2018 | Life Bar                                  | Invitado | Ep. 57       |        |
| 2019 | Law of the Jungle in Lost Jungle & Island | Miembro  | Ep. 363-367  | [ 37 ] |
| 2019 | Happy Together: Season 4                  | Invitado | Ep. 616 (59) |        |
| 2019 | Let's Eat Dinner Together                 | Invitado | Ep. 142      |        |
| 2019 | Problem Child in House                    | Invitado | Ep. 56       |        |
| 2019 | Knowing Bros (Ask Us Anything)            | Invitado | Ep. 195      | [ 38 ] |

### Teatro

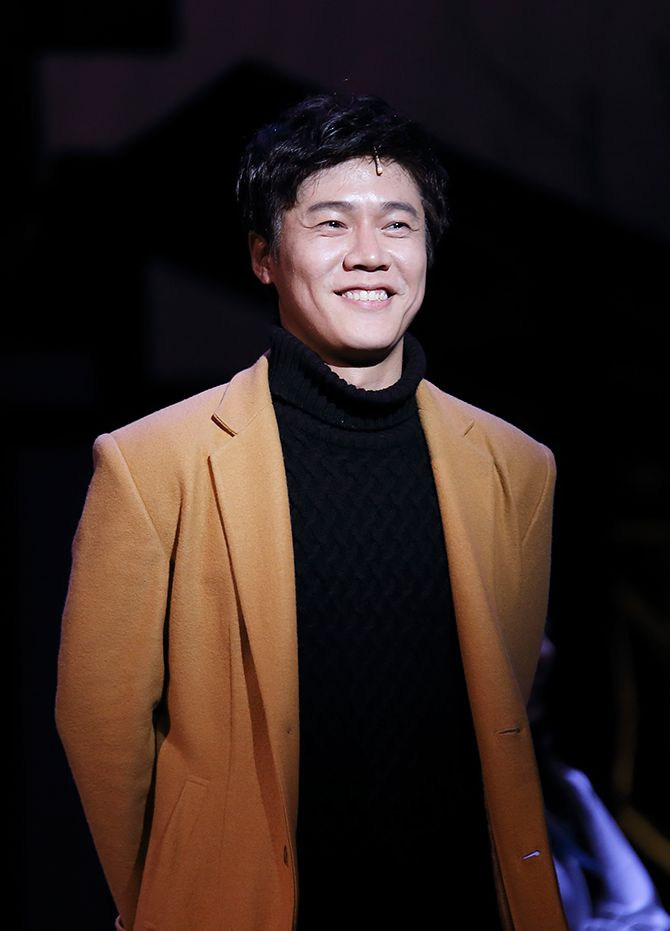
Park Ho-san en enero de 2015.

| Año        | Título                                | Personaje   | Notas |
| ---------- | ------------------------------------- | ----------- | ----- |
| 2006, 2009 | 연극 이(爾)                           | 공길 / 연산 |       |
| 2007       | 미친키스                              | 장정        |       |
| 2007       | 철수와 만수                           | 만수        |       |
| 2008       | 충분히 애도 되지 못한 슬픔: 창작 예찬 | 세수        |       |
| 2009       | 춘천거기                              | 명수        |       |
| 2010       | 디너                                  | 게이브      |       |
| 2010       | 추적                                  | 마일로      |       |
| 2011       | 임대아파트                            | 윤정호      |       |
| 2011       | 우먼인블랙                            | 배우        |       |
| 2011       | 갈매기                                | 뜨리고린    |       |
| 2011, 2013 | 에릭사티                              | 에릭사티    |       |
| 2012       | 해마                                  | 자네        |       |
| 2012       | 벚꽃동산                              | 로파힌      |       |
| 2013       | 광해                                  | 혀균        |       |
| 2013       | 14인 체홉                             | -           |       |
| 2013       | 영웅을 기다리며                       | 이순신      |       |
| 2013       | 품바                                  | 품바        |       |
| 2014       | 유쾌한 하녀 마리사                    | 얀커 순경   |       |
| 2014       | 줄리어스 시저                         | 안토니      |       |
| 2014       | 데스트랩                              | 시드니 브륄 |       |
| 2015       | 도둑맞은 책                           | 서동윤      |       |
| 2015       | 프로즌                                | 랄프        |       |
| 2015       | 춘천 거기                             | 명수        |       |
| 2015       | 변태                                  | 민효석      |       |
| 2016       | 얼음                                  | 형사1       |       |
| 2017       | 흑백다방                              | 우상호      |       |

### Musicales
| Año        | Título              | Personaje                         | Notas |
| ---------- | ------------------- | --------------------------------- | ----- |
| 2005       | Assassins 암살자들  | 장가라 역 외 겨울나그네 베짱이 등 |       |
| 2006       | 동물원              | 만승                              |       |
| 2006       | 미스터마우스        | 인후                              |       |
| 2008       | 빨래                | 솔롱고                            |       |
| 2009       | 형제는 용감했다     | 석봉                              |       |
| 2009       | 웨잇포유            | -                                 |       |
| 2009       | 건메탈 블루스       | 샘갈라히드                        |       |
| 2009, 2013 | 영웅을 기다리며     | 이순신                            |       |
| 2010       | 총각네 야채가게 2.0 | -                                 |       |
| 2011       | 오디션              | 최준철                            |       |
| 2011       | 광화문 연가         | 현재상훈                          |       |
| 2012       | 내사랑 내곁에       | 승윤                              |       |
| 2013       | 디셈버              | 훈                                |       |
| 2014       | 러브레터            | 아키바                            |       |
| 2015       | 인더하이츠          | 케빈                              |       |
| 2015       | 명동로망스          | 이중섭                            |       |
| 2015       | 그 여름, 동물원     | 김광석                            |       |

### Anuncios
| Año  | Título                                                 | Notas                                           | Ref.   |
| ---- | ------------------------------------------------------ | ----------------------------------------------- | ------ |
| 2018 | 롯데칠성음료 데일리C 레몬 1000C+                       | Junto a Jung Kyung-ho y Lee Kyu-hyung           |        |
| 2018 | 한국방송광고진흥공사 공익광고협의회 화재 안전 공익광고 |                                                 |        |
| 2020 | 동국제약 마인트롤                                      | Junto a Lee Seung-joon                          |        |
| 2020 | 웨이브                                                 |                                                 |        |
| 2020 | KB국민은행 KB마이핏통장                                | Junto a Kyung Soo-jin                           |        |
| 2020 | 카트라이더 러쉬플러스                                  | Junto a Pengsoo                                 |        |
| 2021 | Binggrae's Ice Cream                                   | Junto a Choi Moo-sung, Kim Joo-hun y Oh My Girl | [ 39 ] |

## Embajador
| Año  | Título                         | Notas |
| ---- | ------------------------------ | ----- |
| 2018 | 행정안전부 실패박람회 홍보대사 |       |

## Premios y nominaciones
| Año  | Premios            | Categoría                                                | Trabajo                          | Resultado | Ref.   |
| ---- | ------------------ | -------------------------------------------------------- | -------------------------------- | --------- | ------ |
| 2018 | 2018 MBC Drama     | Premio a la excelencia, actor en serie de lunes y martes | Less Than Evil                   | Nominado  |        |
| 2018 | 2nd The Seoul      | Mejor actor de reparto (TV)                              | Prison Playbook y Lawless Lawyer | Nominado  | [ 40 ] |
| 2018 | 6th APAN Star      | Mejor actor de reparto                                   | Prison Playbook y My Mister      | Ganador   | [ 41 ] |
| 2018 | 54th Baeksang Arts | Mejor actor de reparto                                   | Prison Playbook                  | Ganador   | [ 42 ] |